# Xibalba
A Xibalba (ejtsd: "sibalba")
amerikai hardcore punk együttes.

## Története
Az együttes 2007-ben alakult a kaliforniai Pomonában, alapító tagjai Nate Rebolledo, Brian Ortiz, és Jason Brunes. Zenéjük a hardcore punk, death metal doom metal és thrash metal stílusok keveréke. Angol és spanyol nyelven énekelnek. Lemezeiket a Southern Lord Records jelenteti meg. A "xibalba" a maja mitológiában a túlvilág, amelyet a maja halálistenek uralnak.

## Tagok
- Nate Rebolledo
- Brian Ortiz
- Jason Brunes
- Jensen Hucle
- Martin Stewart

## Diszkográfia
- Madre Mia Gracias Por Los Dias (2010)
- Hasta la Muerte (2012)
- Tierre y Libertad (2015)
- Diablo, Con Amor..Adios. (EP, 2017)[3]
- Anos en infierno (2020)